# Jonny Flynn
Jonny William Flynn (Niagara Falls, 6 febbraio 1989) è un ex cestista statunitense, professionista nella NBA.

## Carriera
È stato selezionato dai Minnesota Timberwolves al primo giro del Draft NBA 2009 (6ª scelta assoluta).

## Statistiche

### NCAA
| Anno      | Squadra         | PG | PT | MP   | TC%  | 3P%  | TL%  | RP  | AP  | PRP | SP  | PP   |
| --------- | --------------- | -- | -- | ---- | ---- | ---- | ---- | --- | --- | --- | --- | ---- |
| 2007-2008 | Syracuse Orange | 35 | 35 | 35,5 | 52,9 | 34,8 | 77,5 | 2,7 | 5,3 | 1,5 | 0,2 | 15,7 |
| 2008-2009 | Syracuse Orange | 38 | 38 | 37,3 | 52,1 | 31,7 | 78,6 | 2,7 | 6,7 | 1,4 | 0,2 | 17,4 |
| Carriera  | Carriera        | 73 | 73 | 36,5 | 52,5 | 33,3 | 78,1 | 2,7 | 6,0 | 1,5 | 0,2 | 16,6 |

### NBA

#### Regular Season
| Anno      | Squadra             | PG  | PT | MP   | TC%  | 3P%  | TL%  | RP  | AP  | PRP | SP  | PP   |
| --------- | ------------------- | --- | -- | ---- | ---- | ---- | ---- | --- | --- | --- | --- | ---- |
| 2009-2010 | Minnesota T'wolves  | 81  | 81 | 28,9 | 41,7 | 35,8 | 82,6 | 2,4 | 4,4 | 1,0 | 0,0 | 13,5 |
| 2010-2011 | Minnesota T'wolves  | 53  | 8  | 18,5 | 36,5 | 31,0 | 76,2 | 1,5 | 3,4 | 0,6 | 0,1 | 5,3  |
| 2011-2012 | Houston Rockets     | 11  | 0  | 12,3 | 29,3 | 22,2 | 78,6 | 0,7 | 2,5 | 0,3 | 0,1 | 3,4  |
| 2011-2012 | Portland T. Blazers | 18  | 1  | 15,6 | 37,8 | 32,0 | 72,0 | 1,7 | 3,8 | 0,2 | 0,1 | 5,2  |
| Carriera  | Carriera            | 163 | 90 | 22,9 | 40,0 | 33,8 | 80,9 | 1,9 | 3,9 | 0,7 | 0,0 | 9,2  |

### Presenze e punti nei club
Dati aggiornati al 30 giugno 2015
| Stagione        | Squadra              | Competizione | Partite | Partite | Partite | Statistiche tiro | Statistiche tiro | Statistiche tiro | Altre statistiche | Altre statistiche | Altre statistiche | Altre statistiche | Altre statistiche |
| Stagione        | Squadra              | Competizione | Pres.   | Titol.  | Minuti  | Tiri da 2        | Tiri da 3        | Liberi           | Rimb.             | Assist            | Rubate            | Stopp.            | Punti             |
| --------------- | -------------------- | ------------ | ------- | ------- | ------- | ---------------- | ---------------- | ---------------- | ----------------- | ----------------- | ----------------- | ----------------- | ----------------- |
| dic. 2010       | Sioux Falls Skyforce | NBA-DL       | 2       | 2       | 56      | 3/7              | 2/8              | 4/7              | 6                 | 21                | 2                 | 0                 | 16                |
| 2012-2013       | Melbourne Tigers     | NBL          | 19      | 16      | 634     | 95/225           | 20/65            | 86/109           | 73                | 110               | 12                | 7                 | 336               |
| 2013-2014       | Sichuan Blue Whales  | CBA          | -       | -       | -       | -                | -                | -                | -                 | -                 | -                 | -                 | -                 |
| 2014-2015       | Upea Capo d'Orlando  | Serie A      | 2       | 2       | 54      | 4/11             | 1/5              | 2/3              | 7                 | 5                 | 1                 | 0                 | 13                |
| Totale carriera |                      |              |         |         |         |                  |                  |                  |                   |                   |                   |                   |                   |

## Palmarès
- McDonald's All-American Game (2007)
- NBA All-Rookie Second Team (2010)
- NBL All-Star (2012)